# Deslletament

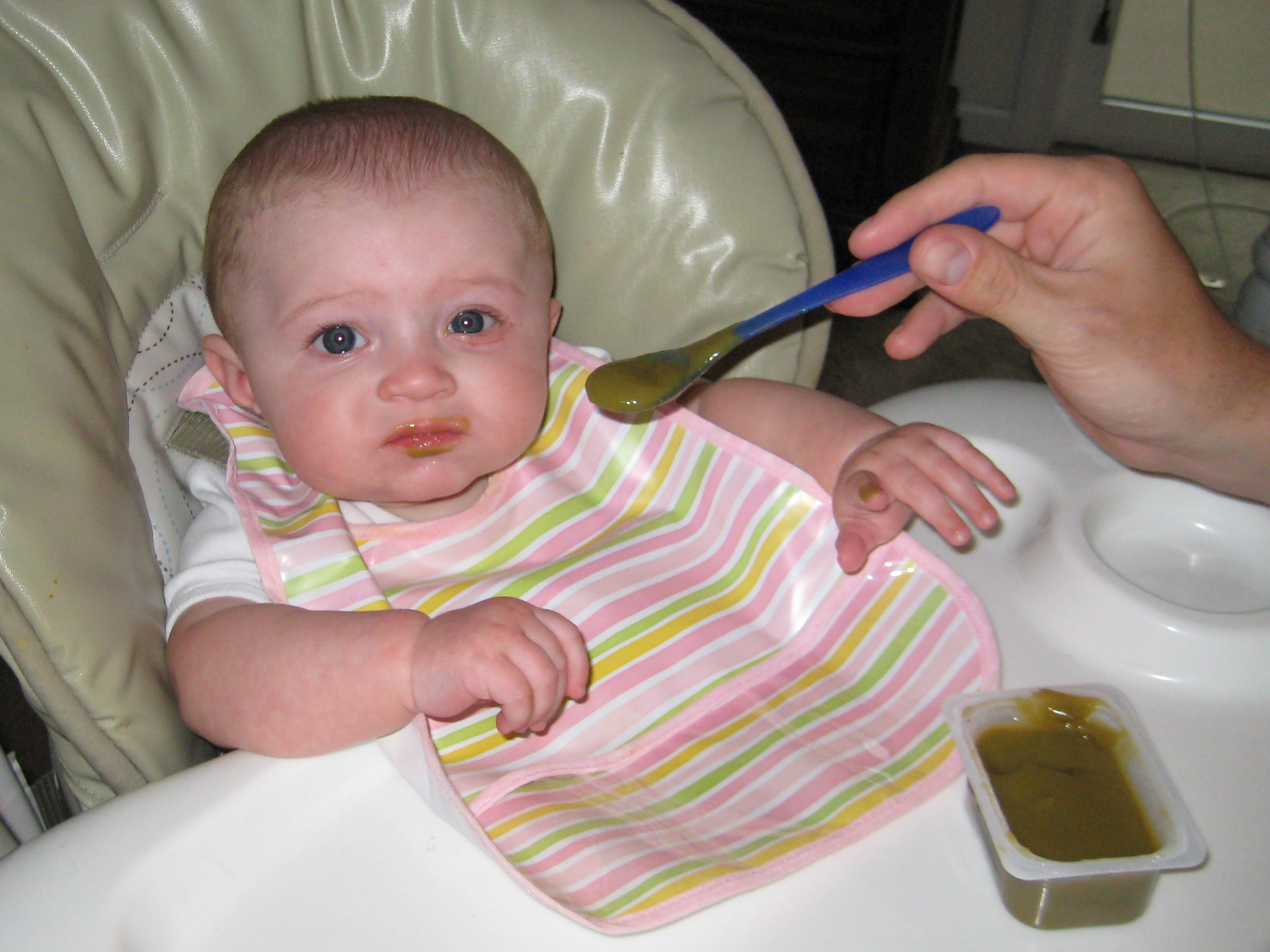
Nadó menjant-se aliment per a nadons

El deslletament és el procés gradual pel qual una cria de mamífer deixa d'alimentar-se de la llet materna i passa a una dieta més variada. L'Organització Mundial de la Salut (OMS) recomana que els nadons humans consumeixin llet materna de manera exclusiva fins a l'edat de sis mesos i, juntament amb altres aliments, fins als dos anys.
Quant a la ramaderia, la indústria lletera fa servir diferents procediments de deslletament segons si es tracta d'explotacions intensives o tradicionals. Quant als altres animals, a Catalunya està prohibit separar els cadells importats o criats per a ser venuts com a animals de companyia de la seva mare abans del moment de deslletament que es recomana per a cada espècie.